# Stillehavskrigens kronologi
Denne artikel beskriver Stillehavskrigens kronologi.
De vigtigste begivenheder i Stillehavskrigen er angivet med fed skrift.

## 1937
- 7. juli: Episoden på Marco-Polo-Broen udløser den 2. kinesisk-japanske krig.
- 25. juli: Japanerne erobrer i Slaget om Beijing-Tianjin frem til 31. juli byerne.
- 13. august: Starten på Slaget om Shanghai, der varer indtil 9. november og koster ca. 200.000 kinesiske og ca. 70.000 japanske ofre.
- 13. september: Slaget om Xinkou
- 25. september: Folkets Befrielseshær opnår en lille taktisk sejr i Slaget ved Pingxingguan. Den går ind i det kinesiske kommunistpartis historie som Den store sejr ved Pingxingguan.
- 12. december: Panay-episoden USS Panay sænkes af japanske fly. For at undgå krig betaler Japan en erstatning på 2.214.007,36$.
- 12. december: Nanking, Kuomintang regeringens hovedstad falder. Under massakren i de følgende tre uger blev der formentlig dræbt over 200.000 kinesiske civile.

## 1938
- Januar: Starten på den japanske offensiv mod Wuhan.
- 24. marts: I Slaget om Tai'erzhuang forsøger den japanske hær at erobre dette vigtige jernbaneknudepunkt for at omringe de derværende kinesiske styrker. De nationalistiske kinesere kommer japanerne i forkøbet ved at vinde deres første sejr den 7. april.
- Maj: Slaget om Xuzhou
- Juli: Starten på Slaget om Wuhan, som varer til oktober. Japanerne erobrer byen.

## 1939
- 17. marts: Slaget om Nanchang slutter den 9. maj med at kineserne mister deres vigtigste forsyningsvej.
- 24. april: I Slaget om Suixian-Zaoyang indtil 24. maj opnår kineserne en sejr.
- 17. september: Japanerne indleder Slaget om Changsha, provinshovedstaden i Hunan. Den 6. oktober opgiver de forsøget på at erobre byen.
- 15. november: Slaget om det sydlige Guangxi begynder. Det varer indtil 25. februar 1940.

## 1940
- 30. januar: Slaget om sydlige Henan varer en måned og slutter med en kinesisk sejr.
- 14. marts: I Slaget om Shanggao opnår kineserne frem til 9. april en sejr.
- 7. maj: Slaget om sydlige Shanxi slutter den 27. maj med en japansk sejr.
- 20. august: De kinesiske kommunister indleder Hundred-regimenter-offensiven, som varer indtil 5. december. Dette fører til en afslutning på striden mellem Peng Dehuai, kommunisternes militære leder, og Mao Zedong.
- 11. november: Ved Automedon-hændelsen får japanerne fat i hemmelige britiske papirer, som indeholder en beskrivelse af den øjeblikkelige situation og den britiske strategi i Fjernøsten.

## 1941
- 6. september: Japanerne forsøger for anden gang i Slaget om Changsha at indtage byen. Den 8. oktober opgiver de på ny.
- 7. december:
  - Starten på den japanske offensiv i Sydøstasien med landgang på Malaya halvøen ved Kota Bharu

- - Japanske fly gennemfører Angrebet på Pearl Harbor, en amerikanske flådebase på Hawaii.
  - To japanske destroyere beskyder Midway.
- 8. december:
  - USA og dens allierede erklærer Japan krig. Dermed indtræder USA i 2. Verdenskrig.
  - Indledning af Slaget om Filippinerne
  - Japan invaderer Thailand (se Slaget om Prachuap Khiri Khan).
  - Japanske tropper indleder erobringen af den britiske kronkoloni Hongkong.
- 9. december: Kina erklærer officielt krig mod Japan, Tyskland og Italien.
- 10. december:
  - Japanske tropper besætter Makin og Tarawa i forbindelse med Erobringen af Gilbert-øerne.
  - Sænkningen af HMS Prince of Wales og HMS Repulse – Force Z.
- 16. december: Japansk landgang på Nordborneo (Japanske invasion af Borneo).
- 20. december: Japanske tropper erobrer Wake.
- 23. december: Kraftigt japansk bombeangreb på Rangoon, 2.000 mennesker mister livet.
- 24. december: Et nyt forsøg på at erobre den kinesiske by Changsha slår fejl i Slaget om Changsha den 15. januar 1942.
- 25. december: I Hongkong overgiver de allierede sig til den japanske overmagt. (se Japans besættelse af Hongkong).

## 1942
- 2. januar: Manila på Filippinerne falder
- 11. januar:
  - Slaget om Tarakan varer til 12. januar.
  - Japanske landsætninger på Celebes på strandene ved Manado og Kema.
- 23. januar: Rabaul på den nordøstlige spids af New Britain bliver indtaget af japanerne og udbygges i de følgende år til det vigtigste japanske støttepunkt (se Slaget om Rabaul).
- 24. januar: Søslaget ved Balikpapan.
- 25. januar: Thailand erklærer krig mod de allierede.
- 31. januar: Britisk-Malaya falder til japanerne.
- 31. januar til 15. februar: Belejringen af Singapore.
- 4. februar:
  - Slaget i Makassarstrædet.
  - Slaget om Balikpapan.
- 10. februar til 8. marts: Japanernes erobring af Hollandsk Ostindien.
- 14. februar: Begyndelsen på den japanske invasion af Sumatra.
- 15. februar: Singapore bliver besat af japanerne.
- 19. februar:
  - Japansk landgang ved Senoer på Bali.
  - Luftangreb mod Darwin i Australien.
  - Starten på Søslaget i Badungstrædet. Det slutter den 20. februar.
- 20. februar: Japanerne går i land på Timor. Det langvarige slag om Timor begynder.
- 23. februar: Den japanske Ubåd I-17 beskyder et olieraffinaderi ved Ellwood i Californien
- 25. februar: Japanerne går i land nord for Surabaya på Java.
- 27. februar til 1. marts: Slaget i Javahavet.
- 1. marts:
  - Japansk landgang på Java ved Merak og mod øst ved Kragan.
  - Slaget i Sundastrædet.
- 3. marts: Juleøen erobres af japanske tropper
- 8. marts: Japansk landgang på Ny Guinea ved Lae og Salamaua.
- 9. marts: De allierede på Java kapitulerer til japanerne.
- 10. marts: Hollænderne underskriver formel kapitulation på Java. Dermed falder hele Hollandsk-Ostindien i japanske hænder.
- 12. marts: Amerikanerne går i land på Ny Caledonien og opretter en base på Noomea.
- 13. marts: Japanerne går i land på Salomonøerne.

- 23. marts: Japanske erobring af Andamanerne i den Bengalske bugt.
- 28. marts: Sumatra falder da den hollandske generalmajor R. T. Overakker overgiver sig med 2.000 ved Kutatjane på Nordsumatra.
- 30. marts: Begyndelsen på den japanske Operation C, storangrebet på allierede baser i det Indiske ocean
- 5. april: En japansk flåde med fem hangarskibe angriber under Operation C en britisk base på Ceylon og sænker to britiske svære krydsere.
- 8. april: En japansk enhed fra Rabaul går i land i det vestlige New Britain.
- 9. april:
  - Dødsmarchen på Bataan på Filippinerne begynder.
  - Angreb under Operation C på Trincomalee
- 17. april: Japanerne erobre det centrale Burma.
- 18. april: Amerikansk luftangreb på Tokyo (Doolittle-raidet). Efterfølgende begynder japanerne på det kinesiske fastland ved eftersøgningen efter piloterne Slaget om Zhejiang-Jiangxi, hvor 250.000 kinesiske civile blive dræbt.
- 19. april: Japansk landgang på Hollandsk-Ny Guinea.
- 30. april: Japanerne afbryder forbindelsen til Kina ved at erobre Lasio i Burma
- 1. maj: Japanerne indtager Mandalay i Burma.
- 3. maj: Den japanske invasion af Tulagi.
- 6. maj: Japernes erobring af Filippinerne afsluttes.
- 6. maj til 8. maj: Slaget om Koralhavet. Japanernes fremmarch mod syd bliver stoppet.
- 11. maj: Okinoshima, flagskibet i invasionsflåden mod Nauru bliver sænket af ubåden S-42. Invasionsflåden vender om.
- 16. maj: De alliierere tropper trækker sig efter tab på 50% tilbage fra Burma til Indien.

- 4. til 6. juni: Slaget om Midway.
- 6. juni: Slaget om Aleuterne begynder. Det afsluttes først den 15. august 1943.
- 20. juni: Den japanske ubåd I-26 beskyder Estevan Point på Vancouver Island i British Colombia.
- 21. juni:
  - Japanerne angriber Ny Guinea.
  - Fort Stevens i Oregon bliver beskudt af den japanske ubåd I-25.
- 25. juni: Catalina flyvebåde bombarderer den japanske base på Tulagi.
- 21. juli: Japanerne landsætter 33.000 soldaten ved Buna og Gona på Ny Guinea.
- 29. juli: Kokoda-flyvepladsen på Ny Guinea bliver indtaget at japanere på vej over bjergene til Port Moresby.
- 31. juli: Amerikanske B-17 bombefly indleder syv dages bombardement af Tulagi og Guadalcanal.
- 7. august: Amerikanske tropper indleder Slaget om Guadalcanal på Salomonøerne. Kampene indtil den japanske overgivelse varer indtil 8. februar 1943.
  - 9. august: Slaget ved Savoøen.
  - 24. til 25. august: Slaget øst for Salomonøerne.
  - 28. august: Japanerne starter Tokyo Express med forsyninger til Guadalcanal.
  - 13. september: Slaget ved Edson's Ridge, der varer til 16. september.
  - 11. oktober til 12. oktober: Slaget ved Kap Esperance.
  - 25. oktober til 27. oktober: Slaget ved Santa Cruz-øerne.
  - 13. november til 15. november: Søslaget ved Guadalcanal.
  - 30. november: Slaget ved Tassafaronga.
- 13. august: På Ny Guinea indleder japanerne fremrykningen langs Kokoda stien over bjergene mod Port Moresby.
- 25. august: Oceanien og Nauru bliver indtaget af japanerne.
- 9. september: Et lille japansk fly, som er lettet fra ubåden I-25, kaster bomber over en skov ved Mount Emily i Oregon for at starte skovbrande.
- 17. september: Den japanske fremrykning på Ny Guinea bliver stoppet ved Ioribaiwa – indenfor synsvidde af Port Moresby.
- 24. september: Japanerne forsætter invasionen af Gilbertøerne på Majana.
- 25. september: Japansk landgang på Beru (Gilbertøerne).
- 27. september: Japansk landgang på Kuria (Gilbertøerne).
- 29. september: Nyt bombardement af en skov i Oregon med et lille fly fra den japanske ubåd I-25.
- 2. oktober:
  - En amerikansk bataljon indtager Funafuti på Ellice Islands.
  - B-17 bombarderer Rabaul.
- 28. oktober: Australierne generobrer Kokoda-flyvepladsen på Ny Guinea.
- 13. december: Buna på Ny Guinea falder til amerikanerne.
- 14. december: Gona på Ny Guinea falder til australierne.

## 1943
- 29. januar: Slaget om de nordlige Salomonøer begynder med Slaget ved Rennell Island.
- 8. februar: Efter japanernes tilbagetrækning er Guadalcanal på amerikanske hænder.
- 2. til 4. marts: Fly fra det australske luftvåben og US-Navy vinder Slaget i Bismarckhavet. Dermed forhindres forstærkninger på omkring 7.000 japanske soldater i at nå frem til Ny Guinea.
- 26. marts: Søslaget ved Komandorski-øerne til opsnapning af en japansk forsyningskonvoj til Aleuterne.
- 18. april: Ved den amerikanske Operation Vengeance bliver den japanske admiral Yamamoto Isoroku skudt ned og dræbt mens hans er på vej til Bougainville.
- 12. maj: På det kinesiske fastland indledes Slaget om det vestlige Hubei. Det slutter den 3. juni med en sejr for den kinesiske revolutionsarmé.
- 21. juni: Under tilbageerobringen af Salomonøerne indleder amerikanerne taktikken med at springe fra ø til ø.
- 30. juni: Operation Cartwheel der skal omringe Rabaul indledes med Slaget om New Georgia.
- 5. juli: Slaget i Kula-bugten ved Salomonøerne.
- 6. august: Slaget i Vella-bugten ved Salomonøerne.
- 17. august: Slaget ved Horaniu ved Vella Lavella på Salomonøerne.
- 4. september: Ny Guinea er på allierede hænder.
- 6. oktober: Slaget ved Vella Lavella indtil 7. oktober
- 1. november: Amerikanske marinesoldater gør landgang ved Bougainville på Salomonøerne.
- 2. november:
  - Søslaget ved Kaiserinde-Augusta-bugten.
  - Japanerne indtager den kinesiske by Changde. Under det efterfølgende Slaget om Changde erobrer kineserne byen tilbage frem til 20. december.
- 20. november til 28. november: Amerikanerne under Slaget om Gilbert-øerne arkipelaget.
- 26. november: Efter Slaget ved Kap St. George er Salomonøerne fuldstændig på amerikanske hænder.
- 25. december: Landgangen ved Kap Gloucester i den vestlige del af New Britain

## 1944
- 31. januar til slutningen af april: Amerikanerne indleder Slaget om Marshall-øerne
- 4. februar: Japanerne trænger via Burma frem til den indiske grænse.
- 7. februar: Kwajalein i Marshall-øerne erobres af amerikanerne.
- 17. til 23. februar: Operation Catchpole (Erobringen af Eniwetok-Atollen)

- 17. til 18. februar: Operation Hailstone (Angrebet på Truk-atollen)
- 29. februar: Amerikanerne går i land på Admiralitetsøerne i Operation Brewer.
- 19. april: Indledningen på den japanske offensiv Operation Ichi-Go i retning mod det sydøstlige Kina for at åbne en forbindelse over land til Indokina og erobring af de allierede luftbaser.
- 5. juni: 77 B-29 Superfortress bombefly angriber japanernes jernbaneremiser i Bangkok.
- 15. juni til 10. august: Amerikanerne erobrer i Slaget om Marianerne Saipan, Guam og Tinian.
- 15. juni: Fra kinesiske baser flyver amerikanske B-29 bombefly missioner mod de japanske hovedøer.
- 19. juni til 20. juni: Slaget i det Filippinske hav.
- August: Det fjerde Slag om Changsha, hvor den kinesiske by bliver erobret, men som ender med store japanske tab, som får afgørende betydning senere i krigen.
- 16. august: I Slaget om Guilin-Liuzhou lykkedes det frem til den 24. november for japanerne at indtage flyvepladser i det sydøstlige Kina, hvor der er stationeret amerikanske bombefly.
- 22. august: Japanerne trækker sig tilbage fra Indien.
- 15. september til 25. november: Slaget om Palau-øerne.
- 20. oktober: Befrielsen af Filippinerne begynder med amerikansk landgang på Leyte.
- 24. oktober til 25. oktober: Sø- og luftslaget om Leyte Gulf. Den japanske flåde ødelægges.
- 24. november: Kraftigt Luftangreb på Tokyo fra Tinian.
- 15. december: Amerikansk landgang på Mindoro i Filippinerne.
- 18. december: Den 3. amerikanske flåde rammes ud for Luzon af en alvorlig Tyfon, tre destroyere går ned.

## 1945
- 9. januar: Amerikanerne går i land på Luzon i Filippinerne
- 19. februar: Under Slaget om Iwo Jima erobres øen af amerikanerne.
- 3. marts: Manila erobres (se Slaget om Manila).
- 9. marts: Kraftigt Luftangreb mod Tokyo.
- 21. marts: På det kinesiske fastland begynder Slaget om vest Henan-nord Hubei
- 26. marts: Amerikanerne landgang på Kerama-øerne, ca. 25 km vest for Okinawa.
- 21. marts: Bortset fra hovedstaden Rangoon er Burma fuldstændig befriet.
- 1. april til 30. juni: I Slaget om Okinawa erobres øen af amerikanerne.
- 1. maj til 15. august: Borneo bliver befriet af de allierede.
- 3. maj: Rangoon befries.
- april: Starten på Slaget om West-Hunan i Kina. Det varer til juni.
- 6. august: Kl. 8.16 lokal tid nedkastes den første atombombe fra bombeflyet Enola Gay over Hiroshima. Ca. 90.000 mennesker dør straks.
- 8. august: Sovjetunionen erklærer i overensstemmelse med Potsdamaftalen krig mod Japan og marcherer ind i Manchuriet.
- 9. august: Kl. 11.02 lokal tid sprænges den anden atombombe over Nagasaki. Ca. 36.000 mennesker dør straks. (se Atombomberne over Hiroshima og Nagasaki)
- 15. august: 
  - Filippinerne bliver endeligt befriet af amerikanerne.
  - Kejser (Tennō) Hirohito bekendtgør kapitulationen i japansk radio (Gyokuon-hōsō).
- 28. august: Teknikere fra det amerikanske luftvåben lander som de første på Atsugi flyvepladsen ved Tokyo i Japan.
- 30. august:
  - De første regulære besættelsestropper ankommer til Tokyobugten og går i land.
  - Briterne går ind i Hongkong.
- 2. september: Japans kapitulation bliver underskrevet på USS Missouri i Tokyobugten.
- 4. september: De japanske enheder på Wake kapitulerer.
- 5. september: Briterne vender tilbage til Singapore.
- 6. september: USA indleder Operation Magic Carpet for at få så mange soldater som muligt fra Stillehavsområdet tilbage til USA inden jul.
- 9. september: Japanerne kapitulerer i Nanking, Kina og Korea.
- 13. september: Japanerne i Burma kapitulerer.